# Thladiantha longisepala
Thladiantha longisepala är en gurkväxtart som beskrevs av Cheng Yih Wu. Thladiantha longisepala ingår i släktet berggurkor, och familjen gurkväxter. Inga underarter finns listade i Catalogue of Life.